# The Yaqui
The Yaqui er en amerikansk stumfilm fra 1916 af Lloyd B. Carleton.

## Medvirkende
- Hobart Bosworth som Tambor
- Goldie Colwell som Modesta
- Dorothy Clark	som	Lucia
- Emory Johnson som	Flores
- Jack Curtis som Martinez